# 共晶系統

二種化學混合物的相圖（成分分別被標記為 A與B），用來顯示共晶組成、共晶溫度與共晶點（L 代表液態階段）

共晶系統或共熔系統（英語：eutectic system），冶金學名詞，是指兩個不同化學物質或元素，在以某一特定比例混合後，能夠在比各自熔點還要低的溫度下，進行加熱熔合，形成均匀的混合物（mixture）。用來形成共晶系統的混合物被稱為共晶混合物或共熔混合物（eutectic mixture），形成的化合物被稱為共晶組成物或共熔組成物（eutectic composition），而這個熔合溫度則稱為共晶溫度或共熔溫度（eutectic temperature）。
在相图上定义共晶点的坐标是共晶百分比（在图的原子/分子比轴上）和共晶温度（在图的温度轴上）。
在相圖上，共晶溫度與共晶組成这兩者的交界，形成了共晶點或共熔點（eutectic point）。但不是所有的二元合金都擁有共晶點，例如，銀－金混合系統，它的熔化溫度液相線（liquidus）與凝固溫度固相線（Solidus），比起純銀跟純金都還要高。
若將該系統在"共晶濃度"時由液態開始降溫，當降溫通過"共晶溫度"時便會發生物質直接由液態轉變為α、β兩種固態物質的反應，即為"共晶反應"。共晶反應發生時必將伴隨原子的重新分配而形成α與β相交雜的層狀結構 ( lamellae ) 。由液態轉變為固態之α與β相時，液態物質中的原子會有擴散至同種原子佔比較豐富的那一個相態之傾向；又因為擴散作用發生的時間極短，故原子僅能擴散一小段距離，因而形成交錯的層狀結構。
若所選取的濃度在降溫過程中不會經過共晶點，而是由 ( L + α ) 態或 ( L + β ) 態轉變為 ( α + β ) 態，則原先便已長出的晶粒稱為 ( primary )，而當溫度達到共晶溫度時才長出的晶粒則稱為 ( eutectic )。由共晶反應所長出之層狀結構中的 eutectic 和先前長出的 primary 雖然化學組成相同，但因 eutectic 和 primary 在結構上有所區別，因此eutectic 和 primary 為兩種不同的"微成分 ( microconstituent ) "。
另外兩種類似而發生在多物質相圖的反應分別為"共析反應 ( Eutectoid ) " 和 "包晶反應 ( peritectic ) "。
共析反應係由一固相態經由冷卻或升溫轉變為另外兩種不同的固相態晶粒。
包晶反應則為一固態相經由冷卻或升溫轉變為一液態相和另外一種固態相晶粒。

## 参阅
- 共沸
- 凝固点降低
- 不一致共熔（英语：Incongruent melting）